# Formula–E Peking nagydíj
A Formula–E Peking nagydíjat 2014-ben és 2015-ben rendezték meg a kínai fővárosban, Pekingben.

## Története
A 2014–15-ös szezon első versenyét rendezték meg Peking utcáin, az olimpiára épült Madárfészek stadion köré tervezett 3,44 km hosszú pályán. Az időmérő edzést Nicolas Prost nyerte 1:42,2-es köridejével, őt az Abt Audi két pilótája Lucas di Grassi és Daniel Abt követett. A közönség szavazatai alapján a FanBoost nevű jutalmat Lucas di Grassi, Bruno Senna, és Katherine Legge kapta meg, ami annyit jelentett, hogy egyszeri alkalommal öt másodpercen keresztül 30 kW-tal növelheték meg az autó teljesítményét. A verseny vége felé Prost az utolsó métereken összeütközött Heidfelddel. A német autója irányíthatatlanná vált és a kerékvetőn lendületet véve nagy sebességgel a gumifalnak csapódott, majd a feje tetején állt meg. A német szerencsére sértetlenül mászott ki a roncsból. Mindketten kiestek, így di Grassi nyerte meg a futamot Montagny és Abt követett a célban. Az ABT Audi csapat viszont nem tarthatta meg kettős dobogóját, mivel Prost a megengedettnél több elektromos energia használata miatt utólagosan bokszáthajtásnak megfelelő időbüntetést róttak ki, amivel egészen a 10. helyig csúszott vissza. A pódiumra így már a Virgin pilótája, Sam Bird állhatott fel. A versenyt követő órákban a versenyfelügyelők Nicolas Prostot találták vétkesnek a Nick Heidfelddel való ütközésért, amely a verseny utolsó kanyarjában történt, közvetlenül a leintés előtt. Az esetért a franciát tízhelyes rajtbüntetéssel sújtották, melyet a következő versenyen kellett letöltenie.
A 2015–16-os verseny volt az utolsó, amit Kínában rendeztek meg. 20 helyett csupán 18 induló vett részt a szombaton sorra kerülő nyitányon, miután Jarno Trulli csapatának felszerelése nem jutott át a számukra meghosszabbított határidő ellenére sem a vámvizsgálaton. A kvalifikáción Sébastien Buemi majdnem háromtizedes különbséggel szerezte meg a pole-pozíciót, Nicolas Prost lett a második, a harmadik rajtkockát Nick Heidfeld szerezte meg, míg a bajnoki címvédő Nelson Piquet Jr. a legutolsó helyről várhatta a futam rajtját. A futamot Buemi nyerte meg, őt di Grassi és Heidfeld követte. Duval és D’Ambrosio a negyedik és az ötödik pozícióban értek célba.

## Pole-pozíciók
| Év   | Pilóta          | Csapat         | Idő      | Összefoglaló                     |
| ---- | --------------- | -------------- | -------- | -------------------------------- |
| 2014 | Nicolas Prost   | e.dams Renault | 1:42,200 | 2014-es Formula–E Peking nagydíj |
| 2015 | Sébastien Buemi | e.dams Renault | 1:37,297 | 2015-ös Formula–E Peking nagydíj |

## Futamgyőztesek
| Év   | Pilóta          | Csapat         | Körök | Összefoglaló                     |
| ---- | --------------- | -------------- | ----- | -------------------------------- |
| 2014 | Lucas di Grassi | Audi Sport Abt | 25    | 2014-es Formula–E Peking nagydíj |
| 2015 | Sébastien Buemi | e.dams Renault | 26    | 2015-ös Formula–E Peking nagydíj |

## Leggyorsabb körök
| Év   | Pilóta          | Csapat         | Idő      | Összefoglaló                     |
| ---- | --------------- | -------------- | -------- | -------------------------------- |
| 2014 | Szató Takuma    | Amlin Aguri    | 1:45,101 | 2014-es Formula–E Peking nagydíj |
| 2015 | Sébastien Buemi | e.dams Renault | 1:39,993 | 2015-ös Formula–E Peking nagydíj |